# Weberocereus alliodorus
A Weberocereus alliodorus egy közép-amerikai esőerdei kaktusz, mellyel kultúrában nem lehet találkozni

## Elterjedése és élőhelye
A Weberocereus alliodorus fajt mindezidáig csupán két, egymáshoz közel eső élőhelyen sikerült megfigyelnünk Délkelet-Oaxacában, Mexikóban. Mindkét lelőhely déli lejtőn helyezkedik el a Sierra Madre del Sur magashegységi területein, nagyjából 950–1240 m tszf. magasság között.

## Jellemzői
Magas erdei fák lombkoronájában élő epifiton. Hajtásai nagyjából 4–5 m hosszúak, szabálytalanul szegmentáltak, az egyes szegmensek legfeljebb 2 m hosszúak, 3–6 cm vastagok, számos léggyökeret képeznek. 3(–4) bordája éles, vagy keskeny-éles, a hajtásból 2,5(–3) cm-re emelkednek ki. Az areolák többségükben kiemelkedők, egymástól 3–4,5(–5,5) cm távolságban fejlődnek a bordák élein, félkör alakúak, nagyságuk 4,5–7 mm átmérő között variál. Gyakran szürkés, vagy barnás gyapjúszőrök borítják. Töviseik merevek, hegyesek, tövükön vaskosak, rigidek, areolánként 8–13 fejlődik belőlük. Az egy areolán fejlődő töviseknek mind a hossza, mind a vaskossága megegyezik egymással, nem különíthetők el közép- és peremtövisek, hosszuk 10–15 mm között változik. A hegyes sertetövisek száma (3–)5–8(–11) között változik, színük barnás, vagy vöröses, mindig az areolák peremén fejlődnek. Virágai éjjel nyílnak, rövidek, tányérszerűek (hypocrateriform), (12–)14–15,5 cm nagyságúak a nyílás idején, illatosak. A pericarpium számos, töviseket hordozó areolát hordoz. A receptaculum enyhén, vagy kifejezettebben görbült, 5,5–6×1,5–2 cm hosszú. A külső lepellevelek egyenesek, szukkulensek, befelé haladva egyre inkább elvékonyodnak, hártyaszerűekké válnak, színük vöröses és rózsaszínes, illetve halványzöld és rózsaszínes árnyalatok között változik. A belső lepellevelek szintén egyenesek, hártyaszerűek, krémfehérek. A virágokban számos porzó fejlődik, a porzószálak egyenlő méretűek, 2,5–6 cm hosszúak, fehérek. A bibeszár csöves szerkezetű, 9–11×0,15–0,35 cm méretű, a bibepárna szemölcsös felszínű, 10–11 darab, 8–11 mm hosszú halványsárga lobusra (bibeág) osztott. Termései tojásdad alakúak, 4–5,6×5,5–7,7 cm méretűek, éretten zöldtől sárgászöldig variál a színe. Jellegzetes bélyege az erőteljes hagymaillata. A termésen sok areola van jelen, a termés areoláin számos tövis és serte fejlődik. A termés pulpája fehér.